# Ionikos Nikaia
Maillots
Le Podosfairiki Anonymi Etaireia Ionikos Nikaia (en grec moderne : Ποδοσφαιρική Ανώνυμος Εταιρεία Ιωνικός Νίκαιας), plus couramment abrégé en PAE Ionikos Nikaia ou encore en Ionikos Nikaia, est un club grec de football fondé en 1965 et basé dans la ville de Nikaia.

## Historique
- 1965 : fondation du club par fusion de Nikea Sport Union et de Aris
- 1999 : 1re participation à une Coupe d'Europe (C3, saison 1999/2000)

## Palmarès
| Compétitions nationales | |
| --- | --- |
| \| - Coupe de Grèce : - Finaliste : 1999-00. - Championnat de Grèce D2 (2) : - Champion : 1993-94 et 2020-21. - Vice-champion : 1991-92 et 2019-20. \| - Championnat de Grèce D3 (2) : - Champion : 1977 (Gr. 8) et 1981-82 (Gr. 1). - Vice-champion : 1984-85 (Gr. 1), 2016-17 (Gr. 4) et 2018-19 (Gr. 5). - Championnat de Grèce D4 (1) : - Champion : 2012-13 (Gr. 9). \| | |
| - Coupe de Grèce : - Finaliste : 1999-00. - Championnat de Grèce D2 (2) : - Champion : 1993-94 et 2020-21. - Vice-champion : 1991-92 et 2019-20. | - Championnat de Grèce D3 (2) : - Champion : 1977 (Gr. 8) et 1981-82 (Gr. 1). - Vice-champion : 1984-85 (Gr. 1), 2016-17 (Gr. 4) et 2018-19 (Gr. 5). - Championnat de Grèce D4 (1) : - Champion : 2012-13 (Gr. 9). |

## Personnalités du club

### Présidents
| - Charalampos Rigakis - Christos Kanellakis | - Thodoris Tsirigotis |

### Entraîneurs
| - Pavlos Grigoriadis (1989) - Giannis Aivatiadis (1989) - Janusz Kowalik (1989 - 1991) - Nikos Alefantos (1991) - Giannis Aivatiadis (1991) - Nikos Alefantos (1992) - Gerd Prokop (1992) - Sokratis Gemelos (1992 - 1993) - Hristo Bonev (1994) - Oleg Blokhine (1994 - 1997) - Sokratis Gemelos (1997) - Jacek Gmoch (1997 - 1998) - Sergio Markarián (1998 - 1999) - Kostas Polychroniou (1999) - Sokratis Gemelos (1999 - 2000) - Oleg Blokhine (2000 - 2002) - Sokratis Gemelos (2002) | - Jean-Michel Cavalli (2002) - Jacek Gmoch (2002 - 2003) - Miloje Kljajević (2003) - Vangelis Vlachos (2003 - 2005) - Alejandro Cáceres (2005) - Sakis Tsiolis (2005 - 2006) - Augusto Inácio (2006 - 2007) - Giannis Chatzinikolaou (2007) - Jorge Barrios (2007) - Georgios Vazakas (2007 - 2008) - Níkos Anastópoulos (2008) - Nikos Goulis (2008 - 2009) - Stratos Voutsakelis (2009 - 2010) - Vasilis Vouzas (2010) - Giannis Petrakis (2010) - Leonidas Tsigaridas (2010 - 2011) - Miodrag Ćirković (2011) | - Nikolaos Maronitis (2011 - 2012) - Níkos Froúsos (2012) - Markos Dimos (2013 - 2014) - Konstantinos Partheniou (2014) - Ilias Kalopitas (2014) - Stavros Iliopoulos (2014 - 2015) - Margaritis Chatzialexis (2015 - 2016) - Ilias Kalopitas (2016 - 2017) - Loukas Karadimos (2017) - Margaritis Chatzialexis (2017) - Vangelis Laiveras (2017) - Margaritis Chatzialexis (2017) - Nikolaos Maronitis (2017 - 2018) - Konstantinos Anyfantakis (2018) - Dimitris Arnaoutis (2018 - 2020) - Apostolos Charalampidis (2020) - Dimitris Spanos (2020 - ) |

### Anciens joueurs
- Joël Thomas
- Craig Brewster